# AFC Challenge Cup
AFC Challenge Cup (z ang. Puchar Wyzwania AFC) – turniej piłkarski w Azji organizowany przez AFC dla najmniej rozwiniętych piłkarskich państw AFC, tak zwanej "grupy powstającej" (ang. emerging). Przed rozpoczęciem każdej edycji rozgrywek AFC dokonuje podziału reprezentacji na 3 grupy: rozwinięte, rozwijające się i powstające. Drużyny obecnie biorące udział w turnieju to Afganistan, Bangladesz, Bhutan, Brunei, Filipiny, Guam, Kambodża, Kirgistan, Laos, Makau, Mongolia, Nepal, Pakistan, Palestyna, Sri Lanka, Tajwan i Timor Wschodni. Turniej zazwyczaj ma miejsce co 2 lata.
Inauguracyjny turniej został organizowany w Bangladeszu w 2006 roku. Po zmianie przepisów w lipcu 2006 r., począwszy od edycji 2008 zwycięzcy AFC Challenge Cup automatycznie kwalifikują się do Pucharu Azji. Z grupy powstającej do rozwijających się zostały przeniesione: Indie, Korea Północna, Malediwy, Mjanma, Tadżykistan i Turkmenistan.
W edycji 2006 nie było żadnego oficjalnego meczu o 3. miejsce. Stąd nie zostały nagrodzone drużyny, które zajęły miejsce trzecie lub czwarte. Półfinaliści są wymienione w kolejności alfabetycznej.

## Finały
| Rok            | Gospodarz  |                | Finał                  | Finał        | Finał          |              | Mecz o 3. miejsce | Mecz o 3. miejsce | Mecz o 3. miejsce |
| Rok            | Gospodarz  | Zwycięzca      | Wynik                  | 2. miejsce   | 3. miejsce     | Wynik        | 4. miejsce        |                   |                   |
| 2006 Szczegóły | Bangladesz | Tadżykistan    | 4:0                    | Sri Lanka    | Kirgistan      | –(1)         | Nepal             |                   |                   |
| 2008 Szczegóły | Indie      | Indie          | 4:1                    | Tadżykistan  | Korea Północna | 4:0          | Mjanma            |                   |                   |
| 2010 Szczegóły | Sri Lanka  | Korea Północna | 1:1 po dogr. karne 5:4 | Turkmenistan | Tadżykistan    | 1:0          | Mjanma            |                   |                   |
| 2012 Szczegóły | Nepal      | Korea Północna | 2:1                    | Turkmenistan | Filipiny       | 4:3          | Palestyna         |                   |                   |
| 2014 Szczegóły | Malediwy   | Palestyna      | 1:0                    | Filipiny     | Malediwy       | 1:1 (k. 8:7) | Afganistan        |                   |                   |

## Statystyki
| Lp. | Drużyna        | Mistrz | Wicemistrz | Lata triumfów |
| --- | -------------- | ------ | ---------- | ------------- |
| 1.  | Korea Północna | 2      | 0          | 2010, 2012    |
| 2.  | Tadżykistan    | 1      | 1          | 2006          |
| 3.  | Indie          | 1      | 0          | 2008          |
| 3.  | Palestyna      | 1      | 0          | 2014          |
| 5.  | Turkmenistan   | 0      | 2          |               |
| 6.  | Sri Lanka      | 0      | 1          |               |
| 6.  | Filipiny       | 0      | 1          |               |